# Cyrus Levinthal
Cyrus Levinthal (2. maj 1922 – 4. november 1990) var en amerikansk molekylærbiolog.

## Biografi
Levinthal blev uddannet med en ph.D. i fysik fra University of California, Berkeley og underviste i fysik ved University of Michigan i syv år før han flyttede til Massachusetts Institute of Technology (MIT) i 1957. I 1968 blev han kom han til Columbia University og i 1969 blev han professor for det nyoprettede Department of Biological Sciences, hvor han forblev indtil sin død af lungekræft i 1990.

## Forskning
Da Levinthal var på MIT lavede han betydelige opdagelser inden for den molekylære genetik relateret til mekanismen for DNA-replikation, relationen mellem gener og proteiner samt mRNAs natur.
Ved Columbia University anvendte Levinthal computerer til at fremstille tredimensionelle billeder af biologiske strukturer så som proteiner. Han betragtes som faren til grafisk visning af proteinstrukturer på computer.
Levinthal-paradokset er dog, hvad umiddelbart forbindes med Levinthal, og det viser hvordan tilfældig opfoldning af proteiner ikke kan forekomme. Paradokset er et tænkt eksempel på proteinfoldning, der viser, at et protein aldrig (ikke inden for dets livstid) vil folde op i den rette konformation ved en tilfældig afprøvelsesmetode. Paradokset anvender simple beregninger, hvor blandt andet tider for molekylære bevægelser inddrages. Det kritiseres dog for at være unødvendigt, idet de færreste har troet, at proteiner foldede rent tilfældigt.

## Reference
1. ↑  "Arkiveret kopi". Arkiveret fra originalen 18. august 2007. Hentet 9. december 2008.